# CHEMISTRY
CHEMISTRY（ケミストリー）は、日本の男性ヴォーカルデュオ。公式ファンクラブ名は「chemistry club」。
テレビ東京のオーディション番組『ASAYAN』が行った男性ボーカリストオーディションで選ばれた2人により結成される。2人の声が「音楽的化学反応」を起こすことを期待して、21世紀初日の2001年1月1日にアメリカ合衆国で松尾潔から「CHEMISTRY」（化学の意味）と名づけたことを聞かされた。

## メンバー
それぞれのソロ活動については、各項目を参照。
- 川畑要 (かわばた かなめ)
1979年1月28日生まれ。身長173cm、血液型: A型。立ち位置は向かって右。
- 堂珍嘉邦 (どうちん よしくに)
1978年11月17日生まれ。身長174cm、血液型: O型。立ち位置は向かって左。

## 来歴

### オーディション時代
1999年8月、『ASAYAN』の企画「男子ボーカリストオーディション」の1次審査に川畑・堂珍共に大阪会場で参加・通過、その後、最終選考まで進出する。2000年12月15日、オーディション最終選考の一環で発売された仮デビューシングル「最後の夜」（当時のユニット名は「ASAYAN超男子。川畑・堂珍」）が、オリコン初登場9位を記録、2001年1月1日、オーディション最終選考で川畑と堂珍の2人が選ばれる。デュオを選ぶという見地にたって選考された結果、個々の表現力と潜在能力の高さは勿論のこと、2人が一緒になったときの化学反応の素晴らしさから、この川畑・堂珍デュオが選ばれることとなった。その後、2001年1月21日の放送でユニット名が「CHEMISTRY」に正式に決定する。

### 松尾潔プロデュース時代
2001年3月7日にシングル「PIECES OF A DREAM」でデビュー、発売6週目でオリコン1位を獲得。これは旧ジャニーズ事務所所属のアイドルを除けば男性ボーカルグループでは21年ぶりという快挙であった。その後ロングヒットとなり、発売15週目にミリオンセラーを達成。また、同年11月に初のオリジナル・アルバム『The Way We Are』を発売、トリプルミリオンを記録。このアルバムのセールスで、オリコンに於ける男性アーティストのデビューアルバムとしての歴代1位記録を樹立。『第52回NHK紅白歌合戦』に初出場、この年は「CHEMISTRYの年」と呼ばれた。
2002年1月、当時デビュー前だったSoweluと共に日本代表として、韓国のアーティスト (Brown Eyes、リナ・パーク)と合同ユニット「Voices of KOREA/JAPAN」を結成、その後3月にはサッカーW杯日韓大会のテーマ曲を収録したシングル「Let's Get Together Now」を発売。5月30・31日に、ソウルで開催されたW杯前夜祭・開会式にも参加し楽曲を披露している。
2002年12月、シングル「My Gift to You」発売。世界初のauの着うたソングに起用。翌2003年1月、2作目のオリジナル・アルバム『Second to None』発売。オリコン週間アルバムチャートで2週連続の1位を獲得。また、ミリオンセールスも記録、2003年年間アルバムランキングでも1位を獲得。これにより、オリコンに於ける男性アーティストとして初となるデビューアルバムからの連続での初登場・ミリオン突破記録を樹立。
2003年6月、リミックス曲を中心に収録した企画アルバム『Between the Lines』を発売。このアルバムを以て、プロデューサー松尾潔から離れ、セルフプロデュースへ移行する。

### セルフプロデュース時代
2003年から2004年にかけシングルを3枚リリース、2004年2月には3作目のオリジナル・アルバム『One × One』を発売。2005年1月にバラード曲を中心に収録した企画アルバム『Hot Chemistry』を30万枚限定発売。ともにオリコン初登場1位を獲得、これによりファースト・アルバムからの連続初登場首位記録においてKinKi Kids（6作連続）に次ぐ歴代2位（5作連続）を記録。
2005年10月、Crystal Kayとのコラボレーション楽曲「Two As One」を「Crystal Kay × CHEMISTRY」名義でシングル発売。翌月発売のシングル「almost in love」では、「CHEMISTRY × Crystal Kay」名義による別バージョンを収録。さらに同11月には、1年9ヶ月ぶり・4作目のオリジナル・アルバム『fo(u)r』を発売、オリコンチャートで2位を獲得。
およそ10ヶ月の充電期間の後、槇原敬之プロデュースの「約束の場所」と「遠影 feat. John Legend」を2ヶ月連続リリース。2006年11月にそれらを先行シングルとする初のベスト・アルバム『ALL THE BEST』発売。このアルバムにボーナス・トラックとして、松尾潔を再びプロデューサーに迎えた新曲「Top of the World」も収録。
2008年1月、2年2ヶ月ぶりとなるオリジナル・アルバム『Face to Face』を発売、オリコンチャートで3位を獲得。これでオリジナル・アルバムすべてTOP3にチャートインすることになった。11月にバラード・コレクション・アルバム『Winter of Love』、翌年3月には他アーティスト等とコラボレーションを示す「a CHEMISTRY joint」集大成アルバム、『the CHEMISTRY joint album』を発売した。「a CHEMISTRY joint」について川畑は「音楽で他のアーティストとジョイントする事も、お互いがソロで音楽じゃない部分で何かにトライした時とか、今までやってきた事を見直せるような、そういうものがあったらいいな」と述べている 。

### 「CHEMISTRY + Synergy」結成とデビュー10周年
2010年2月、6枚目のオリジナル・アルバム『regeneration』を発売、その後行われたライブツアーではRui・Keito・Dee・Chihiroをバックダンサーに起用、ツアー内では共にダンスを披露した。ツアー最終日に彼ら4人とのデビュー10周年に向けての期間限定ユニット「CHEMISTRY + Synergy（ケミストリープラスシナジー）」結成を発表、8月18日にはシングル「Shawty」を発売。
2010年、韓国映画『男たちの挽歌 A BETTER TOMORROW（原題：무적자）』のハングル版全世界主題歌「a better tomorrow」を担当。2010年9月8日試写会出席の為渡韓、韓国のSONY MUSICにて9月9日記者会見を行った。「a better tomorrow」は「CHEMISTRY + Synergy」の第2弾シングル「Keep Your Love」のカップリングとして収録された。
11月、マカオで開催されたMnet『Mnet Asian Music Awards』ではPerfumeと共に出演し、「Best Asian Male Artist」を受賞。
12月13日、CHEMISTRY + Synergy名義の新曲発表休止、Deeの脱退、Synergy活動継続を公式サイトにて発表。
2011年3月、自身2枚目となるベスト・アルバム『CHEMISTRY 2001-2011』を発売、それを携えた全国ライブツアーが予定されていたが、同年3月11日に発生した東北地方太平洋沖地震の影響を受け、複数の地方公演が中止、延期となった。「根の歌」（コーラスジャパン）・「My Gift to You」は「レコチョク」の「アーティストチャリティ」となった。
2011年7月29日・30日にアメリカのボルチモアにて開催されたOtakonに出演。ライブに5000人、サイン会に1000人動員、Q&Aを行った。
2011年からソロ活動を本格的に始動させ、堂珍の音楽劇『醒めながら見る夢』主演、5・6月に東名阪で行われたファンクラブ会員限定のソロライブに加え、川畑は10月、堂珍は12月に東名阪にてライブを開催。ソロ活動について川畑は「ソロでお互いの良さを築いて、それがCHEMISTRYに反映されればいいな」と語っている。吉井和哉から「いつロックやるんだよ?」など言われた堂珍は「ロックやりたい。ケミで色々培ってきたもの、逆にケミをやっているから自分が見えないものをソロで吐き出したり削ぎ落として」と述べている。

### 活動休止、ソロ活動へ
2012年4月7日、コンサートツアー『CHEMISTRY TOUR 2012 -Trinity-』の沖縄での最終公演にて、CHEMISTRYの活動を一旦休止してそれぞれのソロ活動に専念することを発表。翌4月8日に、活動休止についてのメッセージが公式サイトに掲載。ライブ・アルバム『CHEMISTRY TOUR 2012 〜Trinity〜』を2012年11月21日に発売。

### 活動再開
2017年2月28日 - 3月1日に東京国際フォーラムで行われたワンマンライブ【CHEMISTRY LIVE 2017 - TWO - 】で活動再開。2017年11月15日には活動再開後初、6年ぶりとなる35枚目のシングル「Windy/ユメノツヅキ」リリース。並行するソロ活動については、各メンバー項目を参照。

## ディスコグラフィ
※「順位」はオリコンチャートの順位。

### シングル
| 枚   | 発売日         | タイトル                                       | 順位 | 備考     | 収録アルバム                                    |
| ---- | -------------- | ---------------------------------------------- | ---- | -------- | ----------------------------------------------- |
| 1st  | 2001年3月7日   | PIECES OF A DREAM                              | 1位  |          | The Way We Are                                  |
| 2nd  | 2001年6月6日   | Point of No Return                             | 1位  |          | The Way We Are                                  |
| 3rd  | 2001年10月11日 | You Go Your Way                                | 1位  |          | The Way We Are                                  |
| 4th  | 2002年5月9日   | 君をさがしてた 〜New Jersey United〜           | 2位  |          | Second to None                                  |
| 5th  | 2002年7月17日  | FLOATIN'                                       | 1位  |          | Second to None                                  |
| 6th  | 2002年11月13日 | It Takes Two／SOLID DREAM／MOVE ON             | 1位  |          | Second to None（#1, #2) Between the Lines（#3） |
| 7th  | 2002年12月18日 | My Gift to You                                 | 4位  | [ 注 1 ] | Second to None                                  |
| 8th  | 2003年8月6日   | アシタヘカエル／Us                             | 1位  | LG       | One×One                                         |
| 9th  | 2003年11月19日 | YOUR NAME NEVER GONE／Now or Never／You Got Me | 2位  | LG       | One×One（#1, #2) ALL THE BEST（#3）             |
| 10th | 2004年2月4日   | So in Vain                                     | 3位  | 、LG     | One×One                                         |
| 11th | 2004年7月7日   | mirage in blue／いとしい人(Single Ver.)        | 4位  | LG       | ALL THE BEST（#1） One×One（#2）                |
| 12th | 2004年10月27日 | Long Long Way                                  | 4位  | LG       | fo(u)r                                          |
| 13th | 2004年12月1日  | 白の吐息                                       | 8位  |          | Hot Chemistry                                   |
| 14th | 2005年2月23日  | キミがいる                                     | 4位  |          | fo(u)r                                          |
| 15th | 2005年7月27日  | Wings of Words                                 | 2位  |          | fo(u)r                                          |
| 16th | 2005年11月2日  | almost in love                                 | 6位  |          | fo(u)r                                          |
| 17th | 2006年10月4日  | 約束の場所                                     | 4位  |          | Face to Face                                    |
| 18th | 2006年11月1日  | 遠影 feat. John Legend                         | 9位  |          | Face to Face                                    |
| 19th | 2006年12月6日  | Top of the World                               | 28位 | [ 注 3 ] | ALL THE BEST                                    |
| 20th | 2007年4月25日  | 空の奇跡                                       | 9位  |          | Face to Face                                    |
| 21st | 2007年8月1日   | This Night                                     | 13位 |          | Face to Face                                    |
| 22nd | 2007年10月24日 | 最期の川                                       | 4位  |          | Face to Face                                    |
| 23rd | 2007年12月5日  | 輝く夜                                         | 18位 | [ 注 4 ] | Face to Face                                    |
| 24th | 2008年8月20日  | Life goes on                                   | 12位 |          | regeneration                                    |
| 25th | 2008年11月5日  | 恋する雪 愛する空                              | 16位 |          | Winter of Love                                  |
| 26th | 2009年2月18日  | a Place for Us                                 | 21位 | [ 注 5 ] | the CHEMISTRY joint album                       |
| 27th | 2009年11月4日  | あの日… feat. 童子-T／Once Again               | 19位 |          | regeneration                                    |
| 28th | 2010年1月27日  | Period                                         | 12位 |          | regeneration                                    |
| 29th | 2010年8月18日  | Shawty                                         | 18位 | CS       | CHEMISTRY 2001-2011                             |
| 30th | 2010年11月3日  | Keep Your Love                                 | 11位 | CS       | アルバム未収録                                  |
| 31st | 2011年2月16日  | a better tomorrow                              | 16位 |          | CHEMISTRY 2001-2011                             |
| 32nd | 2011年3月2日   | merry-go-round                                 | 19位 |          | CHEMISTRY 2001-2011                             |
| 33rd | 2011年8月10日  | Independence                                   | 17位 |          | Trinity                                         |
| 34th | 2011年11月30日 | eternal smile                                  | 19位 |          | Trinity                                         |
| 35th | 2017年11月15日 | Windy／ユメノツヅキ                            | 7位  |          | CHEMISTRY                                       |
| 36th | 2018年6月20日  | Heaven Only Knows／13ヶ月                      | 11位 |          | CHEMISTRY                                       |
| 37th | 2019年2月13日  | もしも／夜行バス                               | 10位 |          | CHEMISTRY                                       |
| 38th | 2019年8月21日  | Angel／Still Walking                           | 20位 |          | CHEMISTRY                                       |
| 39th | 2023年3月8日   | スパロウズ                                     | 19位 | [ 注 6 ] | アルバム未収録                                  |

凡例
LG
レーベルゲートCD/CD2でリリースされた作品。なお、レーベルゲートCD/CD2でリリースされた作品についてはすべて廃盤となり、CD-DAで再発行された。また、CCCDでリリースされた『アシタヘカエル／Us』から『Long Long Way』までのA面だけの楽曲が、ベストアルバム『ALL THE BEST』にてCD-DA化された。
CS
「CHEMISTRY + Synergy」名義

### 配信限定シングル
|     | 発売日         | タイトル                                      | 収録アルバム               |
| --- | -------------- | --------------------------------------------- | -------------------------- |
| 1st | 2021年10月27日 | PIECES OF A DREAM feat.mabanua                | The Best & More 2001〜2022 |
| 2nd | 2021年11月10日 | Point of No Return feat.関口シンゴ            | The Best & More 2001〜2022 |
| 3rd | 2021年11月24日 | You Go Your Way feat.Shingo Suzuki            | The Best & More 2001〜2022 |
| 4th | 2021年12月1日  | 君をさがしてた feat.Michael Kaneko,Hiro-a-key | The Best & More 2001〜2022 |
| 5th | 2021年12月8日  | My Gift to You feat.Kan Sano,Hiro-a-key       | The Best & More 2001〜2022 |
| 6th | 2024年2月14日  | Play The Game                                 | BLUE CHEMISTRY             |
| 7th | 2024年5月1日   | Play The Game With ensemble                   | アルバム未収録             |
| 8th | 2024年5月1日   | 最期の川 With ensemble                        | アルバム未収録             |

### THE FIRST TAKE
|     | 発売日         | タイトル                                 | 収録アルバム   |
| --- | -------------- | ---------------------------------------- | -------------- |
| 1st | 2021年11月16日 | PIECES OF A DREAM - From THE FIRST TAKE  | アルバム未収録 |
| 2nd | 2021年11月16日 | Point of No Return - From THE FIRST TAKE | アルバム未収録 |
| 3rd | 2024年3月6日   | You Go Your Way - From THE FIRST TAKE    | BLUE CHEMISTRY |
| 4th | 2024年3月6日   | My Gift to You - From THE FIRST TAKE     | BLUE CHEMISTRY |

### 仮デビューシングル
| 発売日         | タイトル                  | 順位 | 備考                             | 収録アルバム        |
| -------------- | ------------------------- | ---- | -------------------------------- | ------------------- |
| 2000年12月15日 | 最後の夜／My Cherie Amour | 9位  | 「ASAYAN超男子。川畑・堂珍」名義 | CHEMISTRY 2001-2011 |

### その他シングル
| 発売日        | タイトル               | 備考                            |
| ------------- | ---------------------- | ------------------------------- |
| 2002年3月13日 | Let's Get Together Now | 「Voices of KOREA/JAPAN」名義   |
| 2005年10月5日 | Two As One             | 「Crystal Kay × CHEMISTRY」名義 |

### オリジナル・アルバム
| 枚  | 発売日         | タイトル       | 順位 |
| --- | -------------- | -------------- | ---- |
| 1st | 2001年11月7日  | The Way We Are | 1位  |
| 2nd | 2003年1月8日   | Second to None | 1位  |
| 3rd | 2004年2月18日  | One×One        | 1位  |
| 4th | 2005年11月16日 | fo(u)r         | 2位  |
| 5th | 2008年1月30日  | Face to Face   | 3位  |
| 6th | 2010年2月24日  | regeneration   | 5位  |
| 7th | 2012年1月25日  | Trinity        | 8位  |
| 8th | 2019年9月25日  | CHEMISTRY      | 12位 |

### ミニ・アルバム
| 枚  | 発売日       | タイトル       | 順位 |
| --- | ------------ | -------------- | ---- |
| 1st | 2024年3月6日 | BLUE CHEMISTRY | 23位 |

### コンセプト・アルバム
| 枚  | 発売日         | タイトル                              | 順位 |
| --- | -------------- | ------------------------------------- | ---- |
| 1st | 2003年6月18日  | Between the Lines                     | 1位  |
| 2nd | 2005年1月26日  | Hot Chemistry（30万枚完全生産限定盤） | 1位  |
| 3rd | 2008年11月19日 | Winter of Love                        | 7位  |
| 4th | 2009年3月11日  | the CHEMISTRY joint album             | 10位 |

### リミックス・アルバム
| 枚  | 発売日       | タイトル   | 順位 |
| --- | ------------ | ---------- | ---- |
| 1st | 2006年8月9日 | Re:fo(u)rm | 25位 |

### ベスト・アルバム
| 枚  | 発売日         | タイトル                   | 順位 | 備考     |
| --- | -------------- | -------------------------- | ---- | -------- |
| 1st | 2006年11月22日 | ALL THE BEST               | 1位  |          |
| 2nd | 2011年3月2日   | CHEMISTRY 2001-2011        | 6位  |          |
| 3rd | 2019年2月13日  | はじめてのCHEMISTRY        | 35位 | [ 注 3 ] |
| 4th | 2022年2月16日  | The Best & More 2001〜2022 | 13位 |          |

#### ライブ・アルバム
| 枚  | 発売日         | タイトル                                 | 最高位 |
| --- | -------------- | ---------------------------------------- | ------ |
| 1st | 2012年11月21日 | CHEMISTRY TOUR 2012 〜Trinity〜          | 39位   |
| 2nd | 2022年11月2日  | CHEMISTRY Premium Symphonic Concert 2022 | 19位   |

### 映像作品

#### ライブ
1. R.A.W.〜respect and wisdom〜 CHEMISTRY ACOUSTIC LIVE 2002（2002年4月10日）※DVDとVHSで発売。
2. Two as We Stand 〜Live and Documentary 2002-2003〜（2003年9月10日）
  - 2枚（本）組。1枚目は1st・2ndツアーのドキュメンタリー+ライブ+ロングインタビュー映像、2枚目には3rdツアー日本武道館でのライヴ映像を収録。DVDとVHSで発売。
3. CHEMISTRY in SUNTORY HALL 〜響〜（2005年1月26日）
  - 2004年9月4日サントリーホールにて行われた、東京フィルハーモニー交響楽団とのライブ映像。DVDとUMDで発売。
4. CHEMISTRY 2006 TOUR fo(u)r（2006年11月22日）
  - ベスト・アルバム『ALL THE BEST』初回盤DVDと同内容。Blu-ray Discのみで発売。
5. CHEMISTRY 2008 TOUR "Face to Face" BUDOKAN FINAL（2008年11月19日）
  - 7月4日、日本武道館で行われたツアー最終日の模様を収録。
6. CHEMISTRY TOUR 2010 regeneration in TOKYO INTERNATIONAL FORUM（2010年11月3日）
  - 6月4日東京国際フォーラムで行われたツアー最終日の模様を収録。特典映像・ブックレットが付属した初回限定盤DVD/DVD通常盤・ソニーミュージック初の3Dライブ3曲収録Blu-ray Discで発売。
7. 10th Anniversary Tour -neon- at さいたまスーパーアリーナ 2011.07.10（2011年12月21日）
  - 7月10日、さいたまスーパーアリーナで行われたツアー最終日の模様を収録。写真集ブックレット・三方背BOX・neonペンライトが付属した初回限定盤DVD・DVD通常盤・Blu-ray Discで発売。

#### ミュージック・ビデオ集
- CHEMISTRY THE VIDEOS:2001-2002 〜What You See Is What You Get〜（2003年2月14日）
  - シングル「PIECES OF A DREAM」〜「My Gift to You」MVほか、レコーディング風景やメイキング映像など多数の映像を収録。DVDとVHSで発売。
- CHEMISTRY THE VIDEOS:2003-2006 〜We Sing, Therefore We Are〜（2006年8月9日）
  - シングル「アシタヘカエル」〜「almost in love」のMV、5周年記念パーティーから4曲のライブ映像を収録。
- CHEMISTRY THE VIDEOS:2006-2008（2009年3月11日）
  - シングル「約束の場所」〜「恋する雪 愛する空」のMV、「サントリー1万人の第九」から2曲のライブ映像を収録。
- CHEMISTRY THE VIDEOS:2009-2019（2021年2月10日）
  - シングル「a Place for Us」〜「Angel」のMVと、配信ライブ「TWO IS ONE」の映像を収録。

### アナログ盤
- BROTHERHOOD ※1万枚完全限定生産（2001年9月12日） 「KAWABATA and DABO」名義

### 参加作品

#### 他アーティストシングル
1. m-flo 「miss you / m-flo loves melody. & 山本領平」 / M-2 「Astrosexy / m-flo loves CHEMISTRY」 （2003年10月22日）
2. 冨田ラボ 「ずっと読みかけの夏 feat.CHEMISTRY」 / M-1 「ずっと読みかけの夏 feat. CHEMISTRY」 （2005年9月21日）
3. Crystal Kay 「After Love -First Boyfriend- feat. KANAME (CHEMISTRY) ／Girlfriend feat. BoA」 / M-1 「After Love -First Boyfriend- feat. KANAME (CHEMISTRY)」 （2009年8月12日）
4. 童子-T 「あの頃… feat. CHEMISTRY」 / M-1 「あの頃… feat. CHEMISTRY」 （2009年10月14日）
5. コーラスジャパン 「根の歌」 / M-1 「根の歌」（2010年10月13日）（堂珍のみ）

#### 他アーティストアルバム
1. Usher 『8701』 / M-18 「U Remind Me (KC's Smooth Remix featuring CHEMISTRY)」（2001年8月8日）
2. Skoop On Somebody 『Save Our Souls』 / M-3 「Two of A Kind (S.O.S. meets CHEMISTRY)」（2002年9月26日）
3. 川村結花 『朝焼けの歌 〜秋・冬盤〜』 / M-1 「朝焼けの歌」（2002年10月23日）・『春夏秋冬』 /  M-11 「春夏秋冬 (Live Version)」（2003年3月19日）※どちらも堂珍のみ
4. 川口大輔 『BEFORE THE DAWN』 / M-2 「STARS」※堂珍のみ / M-3 「WILL (ensemble in the DAWN)」※川畑のみ（2003年1月29日）
5. 浅田信一 『モアベター・スマイル』 / M-7 「IN EVERY PLACE （duet with 堂珍嘉邦）」（2005年6月22日）※堂珍のみ
6. 冨田ラボ 『Shipahead』 / M-9 「残像 feat. CHEMISTRY」（2010年2月3日）
7. GIANT SWING 『GIANT SWING DELI』 / M-3 「Why Baby feat. CHEMISTRY」（2007年3月7日）
8. Black Jaxx 『Black Jaxx presents No.6』 / M-18 「Beautiful World / Black Jaxx feat. KANAME」（2008年12月3日）※川畑のみ
9. Fairlife 『みちくさ日和』 / M-6 「乱れ雪 feat. CHEMISTRY」（2010年2月3日）
10. Sowelu 『Love & I. 〜恋愛遍歴〜』 / M-3 「Snow again duet with 堂珍嘉邦 （CHEMISTRY）」（2010年12月1日発売、Soweluと詞を共作）
11. 安室奈美恵 『Checkmate!』 / M-3 「#1」（2011年4月27日）※安室奈美恵 feat. 川畑 要 （CHEMISTRY） 名義
12. Various Artists 『情熱大陸LIVE BEST!』 / M-8 「ALIVE」（2011年7月27日発売）※CHEMISTRY with 葉加瀬太郎 名義
13. DJ DECKSTREAM 『DECKSTREAM.JP』 / M-2「REAL STYLE feat. 川畑 要 （CHEMISTRY） & MACCHO （OZROSAURUS）」（2013年8月14日）
14. 鈴木雅之 『DISCOVER JAPAN II』 / M-10「You Go Your Way with 川畑 要 （CHEMISTRY）」（2014年9月10日）
15. 遊助『遊情BEST』 / M-6「What I'm feeling now 遊turing 川畑要」（2016年2月3日）
16. 古内東子『Toko Furuuchi with 10 legends』 / M-8「LOVE SONGS feat. 堂珍嘉邦」（2016年3月30日）

#### トリビュート・アルバム
1. 森雪之丞トリビュート・アルバム 『Words of 雪之丞』 / M-4「月の舟」（2006年）※原曲は池田聡
2. ユニコーントリビュート・アルバム 『ユニコーン・トリビュート』 / M-7「自転車泥棒」（2007年）
3. 松本隆トリビュート・アルバム 『松本隆に捧ぐ -風街DNA-』 / M-6「スローなブギにしてくれ （I want you）」（2010年）※原曲は南佳孝

## ライブ
ライブ・ツアーは太字で示す。
2001年
- J-WAVE GROOVE LINE 「CHEMISTRY LIVE」（6月12日）
- CHEMISTRY for REAL（7月17日）
- 京都立命館大学学園祭ライブ（11月17日）
- SSTV＆FM802 「CHEMISTRY X'mas in PEACE」 アコースティック・ライブ（12月25日）

2002年
2003年
- CHEMISTRY SPECIAL LIVE with STRINGS ORCHESTRA "ノール室内楽団"（11月25日）

2004年
- CHEMISTRY in SUNTORY HALL〜響〜（9月4日）
- CHEMISTRY 3rd Anniversary chemistry club PREMIUM LIVE～NEW SONGS～ ファンクラブ会員限定

2005年
- M-ON! 7th ANNIVERSARY SPECIAL 「THE BASIC'S」（7月9日）
- SUNTORY PRECIOUS NIGHT （9月3日・9月11日）

2006年
- CHEMISTRY 5th ANNIVERSARY PARTY （3月7日）
- fm osaka summer special CHEMISTRY LOUNGE 06（8月14日）
- 京都文化祭典 '06平安神宮幻夜コンサート（10月27日・10月28日）
- a CHEMISTRY joint 055 feat.表参道akarium "ALL THE BEST"プレミアム・イベント～明治神宮 あかりと音楽の奉納～ (12月14日)

2007年
2008年
- Bright Christmas Special Live CHEMISTRY Xmas Special Live in 丸ビル～「Winter of Love」～ (12月24日)

2009年
- a CHEMISTRY joint premium live (3月28日)

2010年
- 平安神宮月夜の宴 （10月3日）

2011年
- ケミストリー検定グランプリ （3月7日）

- AOYAMA FESTIVAL LIVE 2011（青山学院大学、10月28日）
- 甲南大学学園祭（甲南大学、11月26日）

- ユニーバーサル・カウントダウン・パーティ2012 （12月31日）

2012年
2017年
- Keep on Smiling for Children Project in 比叡山延暦寺 こどもたちの新しい明日へ （9月24日）

2018年
- 『Windy/ユメノツヅキ』リリース記念プレミアムイベント （1月20日）

- CHEMISTRY Spotify Live #U29ケミストリー （6月10日）
- 札幌ステラプレイス15周年アニバーサリー「初夏ノ夜会」 （6月28日）
- 『Heaven Only Knows/13ヶ月』リリース記念プレミアムイベント （7月28日、8月5日）

2019年
- CHEMISTRY LIVE “密会” （7月8日）

2020年
- CHEMISTRY Streaming SPECIAL Live 「TWO IS ONE」 （9月27日） ※配信ライブ
- CHEMISTRY 2020 LIVE & STREAMING「Gift」 （12月26日）.

2021年
- CHEMISTRY 20th anniversary ONLINE LIVE「20」（3月7日） ※配信ライブ

## 書籍
- ひとり、ひとり。〜Two as We Stand〜（ソニー・マガジンズ、2003年9月）
- 女子こそすべて。（マガジンハウス、2005年11月16日）
- CHEMISTRYの夢がかない続ける理由（マガジンハウス、2006年3月）
- ALL THE CHEMISTRY（角川書店、2006年11月21日）
- Days of regeneration（角川マガジンズ、2010年8月18日発売）

## 連載
- ファミ通Xbox360 - 「堂珍嘉邦の夢の箱」（2009年6月 - 2010年6月）
- CD&DLでーた - 「KING OF POP Songs」（2010年1月 - 2011年8月）
- CD&DLでーた - 「川畑要 下町を往く」（2011年10月 - 2013年7月）
- MISS（2010年11月 - 2011年11月）

## タイアップ一覧
| 楽曲                                | タイアップ                                                                           |          |
| ----------------------------------- | ------------------------------------------------------------------------------------ | -------- |
| PIECES OF A DREAM                   | テレビ東京系『ASAYAN』 エンディングテーマ                                            |          |
| PIECES OF A DREAM                   | テレビアニメ『ReLIFE』第11話エンディングテーマ                                       |          |
| You Go Your Way                     | サントリー「BOSS」CMソング                                                           | 本人出演 |
| 君をさがしてた〜New Jersey United〜 | フジテレビ系ドラマ『ウエディングプランナー SWEETデリバリー』主題歌                   |          |
| Let's Get Together Now              | 2002 FIFAワールドカップ公式テーマ曲                                                  |          |
| 明治チェルシーの唄                  | 明治製菓「チェルシー」2003年CMソング                                                 |          |
| Naturally Ours                      | 日本コカ・コーラ「爽健美茶」CMソング                                                 |          |
| 恋するカレン                        | WOWOW CMソング                                                                       |          |
| It Takes Two                        | フジテレビ系ドラマ『ダブルスコア』主題歌                                             |          |
| SOLID DREAM                         | フジテレビ系『めざましテレビ』テーマソング                                           |          |
| MOVE ON                             | ダイハツ工業「ムーヴカスタム」CMソング                                               | 本人出演 |
| My Gift To You                      | KDDI「au ムービーメール」CMソング                                                    | 本人出演 |
| アシタヘカエル                      | 日本コカ・コーラ「爽健美茶」CMソング                                                 |          |
| Us                                  | ダイハツ工業「ムーヴカスタム」CMソング                                               | 本人出演 |
| YOUR NAME NEVER GONE                | ソニー「MDウォークマン/サウンドゲート」CMソング                                      |          |
| Now or Never                        | フジテレビ系アニメ『アストロボーイ・鉄腕アトム』第2期オープニングテーマ              |          |
| You Got Me                          | ダイハツ工業「ムーヴカスタム」CMソング                                               | 本人出演 |
| Bound for Identity〜dear friend〜   | JR東日本 はやて1周年「北東北には色があるキャンペーン」CMソング                       |          |
| Ordinary hero                       | ダイハツ工業「ムーヴカスタム」CMソング                                               |          |
| meaning of tears                    | サントリー「角瓶」CMソング                                                           | 本人出演 |
| mirage in blue                      | エフティ資生堂「シーブリーズ」2004年CMソング                                         |          |
| いとしい人(Single Ver.)             | 映画『69 sixty nine』主題歌                                                          |          |
| Long Long Way                       | サントリー「角瓶」CMソング                                                           | 本人出演 |
| 白の吐息                            | サントリー「角瓶」CMソング                                                           | 本人出演 |
| チャイム                            | セイコー「ルキア」CMソング                                                           |          |
| ココロノドア                        | 映画『きみに読む物語』イメージソング                                                 |          |
| キミがいる                          | 日本テレビ系ドラマ『87%』主題歌                                                      |          |
| Wings of Words                      | MBS・TBS系アニメ『機動戦士ガンダムSEED DESTINY』第4クールオープニングテーマ          |          |
| Change the World                    | サントリー「角瓶」CMソング                                                           | 本人出演 |
| Here I Am                           | 海外ドラマ「LOST」シーズン1日本版テーマソング                                        |          |
| Two As One                          | トヨタ自動車「ウィッシュ」CMソング                                                   |          |
| almost in love                      | TBS系『恋するハニカミ!』テーマソング                                                 |          |
| 伝説の草原                          | 『FIFAクラブワールドカップ2005』大会テーマソング                                     |          |
| 伝説の草原 (Patrick Stump Remix)    | 映画『オープン・シーズン』日本語吹き替え版イメージソング                             |          |
| 約束の場所                          | 味の素「クノール」CMソング                                                           |          |
| 遠影 feat. John Legend              | 映画『オープン・シーズン』日本語吹き替え版挿入歌                                     |          |
| クリスマスローズ                    | 味の素「クノール」CMソング                                                           |          |
| Top of the World                    | 『FIFAクラブワールドカップ2006』大会テーマソング                                     |          |
| 空の奇跡                            | シャープ「au AQUOSケータイ W51SH」CMソング                                           | 本人出演 |
| 雨上がりの虹のように                | 味の素「クノール」CMソング                                                           |          |
| This Night                          | MBS・TBS系アニメ『地球へ…』第2期エンディングテーマ                                   |          |
| 最期の川                            | 映画『象の背中』主題歌                                                               |          |
| 輝く夜                              | 『FIFAクラブワールドカップ2007』大会テーマソング                                     |          |
| Life goes on 〜side K〜             | フジテレビ系アニメ『西洋骨董洋菓子店 〜アンティーク〜』オープニングテーマ            |          |
| Life goes on 〜side D〜             | フジテレビ系アニメ『西洋骨董洋菓子店 〜アンティーク〜』エンディングテーマ            |          |
| 恋する雪 愛する空                   | 日清「日清カップヌードルミルクシーフード」TVCMソング                                 |          |
| キスからはじめよう                  | 映画『ブーリン家の姉妹』イメージソング                                               |          |
| ALIVE                               | 日本テレビ系『ズームイン!!SUPER』冬のお天気テーマ                                    |          |
| SUPERSTAR                           | 2009 TBS系プロ野球中継テーマ曲                                                       |          |
| Once Again                          | NHK連続テレビドラマ『チャレンジド』主題歌                                            |          |
| Once Again                          | レコチョクCM曲                                                                       |          |
| Period                              | MBS・TBS系アニメ『鋼の錬金術師 FULLMETAL ALCHEMIST』第4期オープニングテーマ          |          |
| Brandnew Season 〜夢の乗車券〜      | 「明光義塾」CMソング                                                                 |          |
| Our Story                           | セガ社ゲーム『戦場のヴァルキュリア2』主題歌                                          |          |
| Crossing                            | TOYOTA「プレミオ」・「アリオン」イメージソング                                       |          |
| Shawty                              | テレビ東京系列『DANCE@TV』2010年8月度オープニングテーマ                              |          |
| Shawty                              | フジテレビ系『ウチくる!?』2010年8月度エンディングテーマ                              |          |
| Shawty                              | 『MTV×DAM WANNASING KARAOKEE CHART TOP20』2010年8月度CMソング                        | 本人出演 |
| Keep Your Love                      | テレビ東京系列『DANCE@TV』2010年10月度オープニングテーマ                             |          |
| a better tomorrow                   | 2010年9月16日公開韓国映画『無籍者(무적자)』全世界主題歌                              |          |
| merry-go-round                      | 2011年3月5日公開（配信/劇場）『機動戦士ガンダムUC』episode 3「ラプラスの亡霊」主題歌 |          |
| eternal smile                       | 2011年サンリオクリスマスキャンペーンCMテーマソング                                   |          |
| Dreamy Life                         | 「BS258」Dlife開局イメージソング                                                     |          |
| Windy                               | MBS・TBS系アニメ『将国のアルタイル』第2期エンディングテーマ                          |          |
| ユメノツヅキ （Slow & Emotional）   | 映画「あの日、侍がいたグラウンド」エンディングテーマ                                 |          |
| Heaven Only Knows                   | TBS系「CDTV」オープニング・テーマ                                                    |          |
| 13ヶ月                              | 日清ヨーク やさしい十勝のむヨーグルト プレゼンツ「リニューアル家族」主題歌           |          |
| Angel                               | フジテレビ系ドラマ『それぞれの断崖』主題歌                                           |          |
| akatsuki                            | 日本テレビ系『ぶらり途中下車の旅』2023年4 - 6月エンディングテーマ                    |          |
| Play the Game                       | 『J SPORTS STADIUM2024』中継テーマソング                                             |          |

## NHK紅白歌合戦出場歴
| 年度/放送回               | 回 | 曲目                 |
| ------------------------- | -- | -------------------- |
| 2001年（平成13年）/第52回 | 初 | You Go Your Way      |
| 2002年（平成14年）/第53回 | 2  | My Gift to You       |
| 2003年（平成15年）/第54回 | 3  | YOUR NAME NEVER GONE |
| 2004年（平成16年）/第55回 | 4  | 白の吐息             |
| 2005年（平成17年）/第56回 | 5  | almost in love       |